# Теория бесконфликтности
Тео́рия бесконфли́ктности — полемический термин советской критики 1950-х годов, отсылающий к литературе конфликта «хорошего с лучшим», в противопоставление с классическим конфликтом «хорошего с плохим».
Обычно считается, что впервые термин появился в передовой статье «Правды» от 7 апреля 1952 «Преодолеть отставание драматургии». При этом утверждается, что формулировка восходит к высказываниям Сталина 26 февраля 1952 при обсуждении в Политбюро кандидатур на Сталинские премии:
Вот Софронов высказывал такую теорию, что нельзя писать хороших пьес: конфликтов нет. Как пьесы без конфликтов писать. Но у нас есть такие конфликты. (…) Эти конфликты должны получить своё отражение в драматургии — иначе драматургии не будет.
Однако термин «теория бесконфликтности» фигурирует уже в докладе Константина Симонова «Задачи советской драматургии и театральная критика» на собрании писателей Москвы в феврале 1949 года. Этот доклад был посвящён разоблачению «антипатриотической группы театральных критиков» и явился важным вкладом в кампанию по борьбе с космополитизмом. Именно критикам-«антипатриотам» Симонов приписывает обоснование «подозрительно шныряющей теории бесконфликтности», направленной на сглаживание классовых противоречий.
По мнению С. Кормилова, «борьба с теорией бесконфликтности оказалась еще хуже, чем сама теория: она вылилась в раздувание политического психоза <…> Ермилов выразился определенно: теория бесконфликтности искусства фактически направлена на притупление политической бдительности наших художников».
После смерти Сталина, с началом оттепели произошёл сдвиг в значении термина: он стал использоваться по отношению к таким произведениям, как романы С. П. Бабаевского «Кавалер Золотой Звезды» и «Свет над землёй», «От всего сердца» Е. Ю. Мальцева, «Борьба за мир» Ф. И. Панфёрова, фильм И. А. Пырьева «Кубанские казаки», пьеса А. В. Софронова «Московский характер», получившим Сталинские премии. Характерной чертой таких произведений называли «борьбу хорошего с лучшим». Стало официально считаться:
Эта теория, основанная на чуждых марксизму, правооппортунистических измышлениях о «затухании классовой борьбы», связана с имевшими место в нашей общественной жизни настроениями самодовольства, парадного благополучия, с нежеланием утруждать себя критикой ошибок и недостатков, отрицательных и болезненных явлений, реально существующих в жизни.
Старый рапповский термин «лакировка действительности», в 1930-е годы означавший уклонение от показа классовой борьбы, теперь употреблялся лишь в смысле «приукрашивания».
Борис Стругацкий в книге «Комментарии к пройденному» рассказывал, что писатели в самом начале 1960-х гг. столкнулись с некоторыми сложностями в реалистичном наполнении «пустого и неподвижного» мира коммунистического будущего и в обосновании движущих сил развития этого мира:

— …Что будет двигать этим вашим светлым обществом? Куда дальше оно будет развиваться? За счет каких конфликтов и внутренних противоречий?..

Мы, помнится, попытались было выдвинуть теорию «борьбы хорошего с лучшим» как движущего рычага социального прогресса, но вызвали этим только взрыв насмешек и ядовитых замечаний — даже Би-Би-Си, сквозь заглушки, проехалась по этой нашей теории, и вполне справедливо.